# Troxochrus triangularis
Espèce
Troxochrus triangularis est une espèce d'araignées aranéomorphes de la famille des Linyphiidae.

## Distribution
Cette espèce est endémique d'Israël.

## Description
Le mâle holotype mesure 1,50 mm et la femelle paratype 1,45 mm.

## Publication originale
- Tanasevitch, 2013 : On linyphiid spiders (Araneae) from Israel. Revue Suisse de Zoologie, vol. 120, no 1, p. 101-124.